# Margaret Turnbullová
Margaret Carol Turnbull je americká astronomka v institutu Space Telescope Science v Baltimore. Obdržela titul doktora (PhD) v astronomii v roce 2004 od University of Arizona. Oborem Turnbullové jsou: „Habstars“ (hvězdy, které mají příznivé podmínky pro život), „dvojčata Slunce“ a podmínky života na planetách.
V roce 2002 vytvořila společně s Jill Tarterovou HabCat. Jedná se o katalog hvězd, které mají planety, které by mohly být teoreticky obyvatelné a mohl by na nich být život. V následujícím roce vybrala Turbullová ze seznamu 5 000 hvězd, který které jsou maximálně do vzdálenosti 100 světelných let, 30 zvlášť zajímavých hvězd.
V roce 2006 prezentovala Margaret Turnbullová kratší seznam hvězd, pokaždé po pěti hvězdách. Prvních pět má být základem pro program SETI, který má hledat rádiové signály s Allen Telescope Array. Je to (Asterion , HD 10307, HD 211415, 18 Scorpii a 51 Pegasi). Druhých pět hvězd jsou hlavní kandidáti pro hledání planet pomocí kosmického teleskopu Terrestrial Planet Finder: Epsilon Indi, Epsilon Eridani, 40 Eridani, Alpha Centauri B a Tau Ceti.
V roce 2007 byla Margaret Turnbullová televizní stanicí CNN označena „géniem“ za práci o hvězdách, které mají planety a eventuálně umožňují život, případně na nich mohou žít inteligentní civilizace.

## Asteroid
Na její počest byl pojmenován Asteroid 7863 Turnbull.